# Dora Maldonado
Dora Maldonado (9 de noviembre de 1970) es una deportista hondureña que compitió en judo. Ganó una medalla de bronce en los Juegos Panamericanos de 1995 en la categoría de –45 kg.

## Palmarés internacional
| Juegos Panamericanos | Juegos Panamericanos      | Juegos Panamericanos | Juegos Panamericanos |
| Año                  | Lugar                     | Medalla              | Categoría            |
| -------------------- | ------------------------- | -------------------- | -------------------- |
| 1995                 | Mar del Plata (Argentina) | Medalla de bronce    | –45 kg               |